# ألبرت بارو
ألبرت بارو هو ممثل إسباني ولد في 29 أبريل 1996.